# رادینگینتسی
رادینگینتسی (به صربی: Radinjinci) یک منطقهٔ مسکونی در صربستان است که در Opština Babušnica واقع شده‌است. رادینگینتسی ۲۸۸ نفر جمعیت دارد.